# وودبک
وودبک (انگلیسی: Woodbeck) یک دهکده در محله مدنی رامپتون و وودبک منطقهٔ بستلو، شهرستان ناتینگهام‌شر، انگلستان است. در سرشماری سال ۲۰۱۱، این ناحیه در مجموع دارای جمعیتی بالغ بر ۱٬۱۳۹ نفر بود. این دهکده در شمال شرق شهرستان و به فاصلهٔ ۱۲۵ مایل در سمت شمال غرب لندن، ۲۷ مایل شمال شرق شهر ناتینگهام و ۵ مایل جنوب شرق شهرک رتفورد واقع شده‌است.. در اینجا، بیمارستان روان‌پزشکی رامپتون که یکی از سه بیمارستان روان‌پزشکی فوق‌امنیتی در انگلستان است، قرار دارد.  